# سیاه‌مرغ چشم‌سفید
سیاه‌مرغ چشم‌سفید (نام علمی: Agelasticus xanthophthalmus) نام یک گونه از تیره سیاه‌پره‌ایان است.